# The New Perry Mason
Pour les articles homonymes, voir Perry Mason.
Perry Mason (série télévisée 1957) Perry Mason (série télévisée 1985)
The New Perry Mason est une série télévisée américaine diffusée en quinze épisodes de 50 minutes, entre le 16 septembre 1973 et le 20 janvier 1974, sur le réseau CBS. Cette série est inédite dans les pays francophones.

## Synopsis
Ces séries mettent en scène les affaires traitées par Perry Mason, célèbre avocat de Los Angeles.

## Distribution
- Monte Markham : Perry Mason
- Sharon Acker : Della Street
- Albert Stratton : Paul Drake
- Harry Guardino : Hamilton Burger
- Dane Clark : Lieutenant Arthur Tragg
- Brett Somers : Gertrude Lade

## Épisodes

### Première saison (1973-1974)
1. Titre français inconnu (The Case of the Horoscope Homicide)
2. Titre français inconnu (The Case of the Prodigal Prophet)
3. Titre français inconnu (The Case of the Ominous Oath)
4. Titre français inconnu (The Case of the Wistful Widower)
5. Titre français inconnu (The Case of the Telltale Trunk)
6. Titre français inconnu (The Case of the Deadly Deeds)
7. Titre français inconnu (The Case of the Murdered Murderer)
8. Titre français inconnu (The Case of the Furious Father)
9. Titre français inconnu (The Case of the Cagey Cager)
10. Titre français inconnu (The Case of the Jailed Justice)
11. Titre français inconnu (The Case of the Spurious Spouse)
12. Titre français inconnu (The Case of the Frenzied Feminist)
13. Titre français inconnu (The Case of the Perilous Pen)
14. Titre français inconnu (The Case of the Tortured Titan)
15. Titre français inconnu (The Case of the Violent Valley)